# Gran Premio de Gran Bretaña de Motociclismo de 2001
El Gran Premio de Gran Bretaña de Motociclismo de 2001 fue la octava prueba del Campeonato del Mundo de Motociclismo de 2001. Tuvo lugar en el fin de semana del 6 al 8 de julio de 2001 en el Donington Park, situado en la localidad de North West Leicestershire, Inglaterra, Reino Unido. La carrera de 5000cc fue ganada por Valentino Rossi, seguido de Max Biaggi y Alex Barros. Daijiro Kato ganó la prueba de 250cc, por delante de Roberto Rolfo y Marco Melandri. La carrera de 125cc fue ganada por Youichi Ui, Toni Elías fue segundo y Manuel Poggiali tercero.

## Resultados 500cc
| Pos.    | N.º | Piloto              | Constructor | Vueltas | Tiempo/Retirado | Grilla | Puntos |
| ------- | --- | ------------------- | ----------- | ------- | --------------- | ------ | ------ |
| 1       | 46  | Valentino Rossi     | Honda       | 30      | 46:53.349       | 11     | 25     |
| 2       | 3   | Max Biaggi          | Yamaha      | 30      | +1.794          | 1      | 20     |
| 3       | 4   | Alex Barros         | Honda       | 30      | +2011           | 3      | 16     |
| 4       | 41  | Noriyuki Haga       | Yamaha      | 30      | +7.610          | 12     | 13     |
| 5       | 7   | Carlos Checa        | Yamaha      | 30      | +12.526         | 9      | 11     |
| 6       | 56  | Shinya Nakano       | Yamaha      | 30      | +12.766         | 4      | 10     |
| 7       | 28  | Àlex Crivillé       | Honda       | 30      | +16.225         | 13     | 9      |
| 8       | 1   | Kenny Roberts, Jr.  | Suzuki      | 30      | +16.699         | 6      | 8      |
| 9       | 19  | Olivier Jacque      | Yamaha      | 30      | +16.780         | 8      | 7      |
| 10      | 65  | Loris Capirossi     | Honda       | 30      | +24.781         | 2      | 6      |
| 11      | 15  | Sete Gibernau       | Suzuki      | 30      | +29.205         | 7      | 5      |
| 12      | 17  | Jurgen vd Goorbergh | Proton KR   | 30      | +44.984         | 5      | 4      |
| 13      | 24  | Jason Vincent       | Yamaha      | 30      | +49.907         | 19     | 3      |
| 14      | 14  | Anthony West        | Honda       | 30      | +50.033         | 18     | 2      |
| 15      | 8   | Chris Walker        | Honda       | 30      | +59.116         | 14     | 1      |
| 16      | 11  | Tohru Ukawa         | Honda       | 30      | +1:04.876       | 16     |        |
| 17      | 9   | Leon Haslam         | Honda       | 30      | +1:10.748       | 20     |        |
| 18      | 16  | Johan Stigefelt     | Sabre V4    | 29      | +1 Vuelta       | 22     |        |
| 19      | 68  | Mark Willis         | Pulse       | 29      | +1 Vuelta       | 21     |        |
| Ret     | 12  | Haruchika Aoki      | Honda       | 21      | Retirado        | 17     |        |
| Ret     | 21  | Barry Veneman       | Honda       | 21      | Retirado        | 21     |        |
| Ret     | 6   | Norick Abe          | Yamaha      | 18      | Retirado        | 15     |        |
| Ret     | 10  | José Luis Cardoso   | Yamaha      | 14      | Retirado        | 10     |        |
| WD      | 27  | Sébastien Gimbert   | Paton       |         | Abandono        |        |        |
| Fuente: |     |                     |             |         |                 |        |        |

- Pole position: Max Biaggi, 1:31.964
- Vuelta Rápida: Valentino Rossi, 1:33.056

## Resultados 250cc
| Pos.    | N.º | Piloto             | Constructor | Vueltas | Tiempo/Retirado | Grilla | Puntos |
| ------- | --- | ------------------ | ----------- | ------- | --------------- | ------ | ------ |
| 1       | 74  | Daijiro Kato       | Honda       | 27      | 42:46.466       | 2      | 25     |
| 2       | 44  | Roberto Rolfo      | Aprilia     | 27      | +10.173         | 7      | 20     |
| 3       | 5   | Marco Melandri     | Aprilia     | 27      | +10.401         | 3      | 16     |
| 4       | 7   | Emilio Alzamora    | Honda       | 27      | +25.100         | 4      | 13     |
| 5       | 8   | Naoki Matsudo      | Yamaha      | 27      | +46.668         | 6      | 11     |
| 6       | 10  | Fonsi Nieto        | Aprilia     | 27      | +51.130         | 9      | 10     |
| 7       | 50  | Sylvain Guintoli   | Aprilia     | 27      | +51.926         | 13     | 9      |
| 8       | 6   | Alex Debón         | Aprilia     | 27      | +52.491         | 11     | 8      |
| 9       | 66  | Alex Hofmann       | Aprilia     | 27      | +53.797         | 12     | 7      |
| 10      | 18  | Shahrol Yuzy       | Yamaha      | 27      | +57.984         | 14     | 6      |
| 11      | 42  | David Checa        | Honda       | 27      | +58.117         | 15     | 5      |
| 12      | 12  | Klaus Nöhles       | Aprilia     | 27      | +1:02.663       | 16     | 4      |
| 13      | 21  | Franco Battaini    | Aprilia     | 27      | +1:06.628       | 18     | 3      |
| 14      | 57  | Lorenzo Lanzi      | Aprilia     | 27      | +1:14.493       | 20     | 2      |
| 15      | 37  | Luca Boscoscuro    | Aprilia     | 27      | +1:16.335       | 19     | 1      |
| 16      | 16  | David Tomás        | Honda       | 27      | +1:21.487       | 23     |        |
| 17      | 22  | José David de Gea  | Yamaha      | 27      | +1:25.057       | 17     |        |
| 18      | 31  | Tetsuya Harada     | Aprilia     | 27      | +1:26.254       | 1      |        |
| 19      | 45  | Stuart Edwards     | Honda       | 26      | +1 Vuelta       | 27     |        |
| 20      | 55  | Diego Giugovaz     | Yamaha      | 26      | +1 Vuelta       | 30     |        |
| 21      | 36  | Luis Costa         | Yamaha      | 26      | +1 Vuelta       | 29     |        |
| 22      | 62  | Jason DiSalvo      | Honda       | 26      | +1 Vuelta       | 28     |        |
| 23      | 98  | Katja Poensgen     | Aprilia     | 26      | +1 Vuelta       | 32     |        |
| 24      | 67  | Michael Herzberg   | Yamaha      | 26      | +1 Vuelta       | 33     |        |
| 25      | 23  | César Barros       | Yamaha      | 25      | +2 Vueltas      | 31     |        |
| Ret     | 68  | Stuart Easton      | Honda       | 24      | Retirado        | 26     |        |
| Ret     | 9   | Sebastián Porto    | Yamaha      | 23      | Retirado        | 10     |        |
| Ret     | 11  | Riccardo Chiarello | Aprilia     | 21      | Retirado        | 24     |        |
| Ret     | 20  | Jerónimo Vidal     | Aprilia     | 17      | Retirado        | 22     |        |
| Ret     | 99  | Jeremy McWilliams  | Aprilia     | 15      | Accidente       | 5      |        |
| Ret     | 59  | Gary Jackson       | Honda       | 7       | Retirado        | 25     |        |
| Ret     | 81  | Randy de Puniet    | Aprilia     | 2       | Accidente       | 8      |        |
| DNS     | 58  | Shane Norval       | Honda       | 0       | No corrió       | 21     |        |
| DNS     | 15  | Roberto Locatelli  | Aprilia     |         | No corrió       |        |        |
| Fuente: |     |                    |             |         |                 |        |        |

- Pole position: Tetsuya Harada, 1:33.651
- Vuelta Rápida: Daijiro Kato, 1:34.096

## Resultados 125cc
| Pos.    | N.º | Piloto               | Constructor | Vueltas | Tiempo/Retirado | Grilla | Puntos |
| ------- | --- | -------------------- | ----------- | ------- | --------------- | ------ | ------ |
| 1       | 41  | Youichi Ui           | Derbi       | 26      | 43:17.675       | 2      | 25     |
| 2       | 24  | Toni Elías           | Honda       | 26      | +3.129          | 1      | 20     |
| 3       | 54  | Manuel Poggiali      | Gilera      | 26      | +3.869          | 3      | 16     |
| 4       | 4   | Masao Azuma          | Honda       | 26      | +3.966          | 4      | 13     |
| 5       | 9   | Lucio Cecchinello    | Aprilia     | 26      | +17.386         | 9      | 11     |
| 6       | 16  | Simone Sanna         | Aprilia     | 26      | +23.647         | 15     | 10     |
| 7       | 17  | Steve Jenkner        | Aprilia     | 26      | +24.201         | 14     | 9      |
| 8       | 23  | Gino Borsoi          | Aprilia     | 26      | +24.422         | 10     | 8      |
| 9       | 31  | Ángel Rodríguez      | Aprilia     | 26      | +28.039         | 28     | 7      |
| 10      | 28  | Gábor Talmácsi       | Honda       | 26      | +28.612         | 22     | 6      |
| 11      | 6   | Mirko Giansanti      | Honda       | 26      | +28.620         | 16     | 5      |
| 12      | 26  | Dani Pedrosa         | Honda       | 26      | +33.089         | 26     | 4      |
| 13      | 18  | Jakub Smrž           | Honda       | 26      | +36.125         | 20     | 3      |
| 14      | 25  | Joan Olivé           | Honda       | 26      | +36.583         | 24     | 2      |
| 15      | 11  | Max Sabbatani        | Aprilia     | 26      | +36.948         | 19     | 1      |
| 16      | 20  | Gaspare Caffiero     | Aprilia     | 26      | +43.849         | 23     |        |
| 17      | 73  | Casey Stoner         | Honda       | 26      | +50.842         | 18     |        |
| 18      | 21  | Arnaud Vincent       | Honda       | 26      | +1:01.114       | 17     |        |
| 19      | 34  | Eric Bataille        | Honda       | 26      | +1:06.140       | 21     |        |
| 20      | 27  | Marco Petrini        | Honda       | 26      | +1:11.505       | 25     |        |
| 21      | 77  | Adrián Araujo        | Honda       | 26      | +1:32.712       | 32     |        |
| 22      | 12  | Raúl Jara            | Aprilia     | 26      | +1:33.146       | 30     |        |
| 23      | 5   | Noboru Ueda          | TSR-Honda   | 25      | +1 Vuelta       | 8      |        |
| Ret     | 7   | Stefano Perugini     | Italjet     | 16      | Retirado        | 5      |        |
| Ret     | 72  | Chris Martin         | Honda       | 13      | Retirado        | 29     |        |
| Ret     | 15  | Alex de Angelis      | Honda       | 11      | Accidente       | 13     |        |
| Ret     | 29  | Ángel Nieto, Jr.     | Honda       | 11      | Accidente       | 12     |        |
| Ret     | 71  | Paul Robinson        | Honda       | 10      | Retirado        | 31     |        |
| Ret     | 8   | Gianluigi Scalvini   | Italjet     | 9       | Retirado        | 11     |        |
| Ret     | 19  | Alessandro Brannetti | Aprilia     | 6       | Accidente       | 27     |        |
| Ret     | 22  | Pablo Nieto          | Derbi       | 5       | Accidente       | 7      |        |
| Ret     | 39  | Jaroslav Huleš       | Honda       | 1       | Accidente       | 6      |        |
| DNS     | 10  | Jarno Müller         | Honda       |         | No corrió       |        |        |
| WD      | 74  | Sam Owens            | Honda       |         | Abandono        |        |        |
| Fuente: |     |                      |             |         |                 |        |        |

- Pole position: Toni Elías, 1:38.844
- Vuelta Rápida: Youichi Ui, 1:38.626